# Сильні ліки
Сильні ліки (англ. Strong Medicine) — американський медичний телесеріал, який піднімає «жіночі» теми фемінізму, охорони здоров'я, класової нерівності. Серіал виходив на телеканалі Lifetime з 2000 по 2006 рік. Шоу було створено і вироблене активісткою феміністського руху, акторкою Вупі Голдберг і Теммі Ейдер. Головні ролі виконали: Джанін Тернер, Роза Блазі та Патриція Річардсон. Серіал став найбільш рейтинговою драмою на кабельному телебаченні у 2001 році.

## Сюжет
Сюжет серіалу зосереджений на одній із лікарень Філадельфії та її головному лікарі Луїзі Дельгадо і заснований на стосунках персоналу і пацієнтів — абсолютно різних за соціальним становищем і расою людей.

## Акторський склад
- Роза Блазі — доктор Лу (Луїза Магдалена) Дельгадо
- Дженіфер Льюїс — Лана Гокінс
- Патриція Річардсон — доктор Енді Кемпбелл (сезони 3-5)
- Джанін Тернер — доктор Дана Стоу (сезони 1-3)
- Тамера Маурі — Кейла Торнтон
- Рік Шредер — доктор Ділан Вест
- Філіп Каснофф — доктор Боб (Роберт) Джексон

## Спін-офф
Весною 2005 року мережа Lifetime замовила знімання спін-оффу «Strong Medicine: First Response», пілотний епізод якого «вбудували» в оригінальний серіал. Через невисокі рейтинги шоу швидко скасували, а наступного року після шести сезонів припинив існування оригінальний телесеріал.
1. ↑  http://dbpedia.org/resource/Strong_Medicine